# Попович, Аурел

Карта Соединенные Штаты Большой Австрии, предложенная Аурелом Попович в 1906

Ауре́л Константи́н Попович (рум. Aurel Constantin Popovici; 16 октября 1863, Лугож, Трансильвания — 9 февраля 1917, Женева, Швейцария) — австро-венгерский политик и юрист румынского происхождения. Автор проекта Соединенные Штаты Большой Австрии.

## Биография
Сын ремесленника-скорняка. Окончил гимназию в своём родном городе (1880), затем лицей в Беюше (1884). Далее изучал медицину и философию в университетах Вены и Граца.
В 1891 г. вошёл в число лидеров Национальной румынской партии. Вместе с другими румынскими интеллектуалами в 1892 году подписал Трансильванский меморандум, документ, требовавший равных прав с венграми, прекращения попыток гонения и мадьяризации. В 1899 г. основал в Бухаресте журнал «Молодая Румыния» (рум. România Junǎ).
В 1906 году предложил федерализацию Австро-Венгерской монархии, известную под названием Соединенные Штаты Великой Австрии. План вызвал интерес наследника престола эрцгерцога Франца Фердинанда, но после его убийства в 1914 году и начала Первой мировой войны утратил актуальность.
В 1916 году, после вступления в Первую мировую войну Румынии, Попович покинул Вену, где жил к этому времени, и перебрался в нейтральную Швейцарию, чтобы не выбирать между двумя странами, которые он считал своими родными. Умер в Женеве, похоронен на кладбище рядом с Санкт-Никольская церковью в Брашове.

## Цитаты
Владимир Жаботинский: «…И румыны, словаки, хорваты и сербы отвечают на это страшною ненавистью к мадьяру и ко всему, что носит мадьярское обличье. Но есть одна разновидность, которую они ненавидят ещё горше. Это — мадьярский еврей. Мне теперь приходится много возиться с политической литературой венгерских инородцев. Она написана буквально кровью и слезами, она захватывает искренностью — и я могу только болезненно морщиться, когда на каждой странице этой литературы читаю горькие проклятия по адресу мадьярских патриотов Моисеева закона. Авторы этих брошюр, люди, страдавшие за свой народ в изгнании и в мадьярских тюрьмах, люди, которым я не могу не верить, настаивают, что нет худшего, более циничного мадьяризатора, чем ассимилированный жид. А один из этих писателей, Popovici, человек широкого образования и кругозора, имеющий в своем формуляре 4 года тюрьмы за полемику против венгерских угнетателей, написал в объяснение этой психологической черты горькую фразу, которая звучит как пощечина: „Очевидно, евреи думают, что раз они сами так легко мадьяризируются и германизируются, то и другим нечего упираться…“».

## Труды
- Chestiunea naţionalităţilor şi modurile soluţiunii sale în Ungaria, 1894
- Popovici A.С. Die Vereinigten Staaten von Groß-Österreich. Politische Studien zur Lösung der nationalen Fragen und staatrechtlichen Krisen in Österreich-Ungarn. — Leipzig, 1906.
- Naţionalism sau democraţie. O critică a civilizaţiei moderne, Editura Minerva, Bucureşti 1910 (reeditată în 1999, Editura Albatros)
- Călăuza fericirii adică Învăţătura vieţei după Sfânta Evanghelie şi după povăţuirile boerului Iordache Golescu, Cartea Românească, Bucureşti, 1910
- La question roumaine en Transylvanie et en Hongrie, 1916, publicată 1918 la Luasanne şi Paris
- Curs complet de limba germană. Manual pentru clasa a II-a secundară, Socec, 1918
- Stat şi naţiune. Statele unite ale Austriei-Mari. Studii politice în vederea rezolvării problemei naţionale, postum, Bucureşti, 1938